# Mendive
Mendive (baskisch Mendibe) ist eine französische Gemeinde mit 162 Einwohnern (Stand 1. Januar 2022) im Département Pyrénées-Atlantiques in der Region Nouvelle-Aquitaine (vor 2016: Aquitanien). Die Gemeinde gehört zum Arrondissement Bayonne und zum Kanton Montagne Basque (bis 2015: Kanton Saint-Jean-Pied-de-Port).
Der baskische Name Mendibe bedeutet auf deutsch ‚Am Fuß des Gebirges‘. Die Einwohner werden Mendibetar genannt.

## Geographie
Mendive liegt ca. 65 km südöstlich von Bayonne im historischen Landstrich Pays de Cize (baskisch Garazi) der historischen Provinz Nieder-Navarra im französischen Teil des Baskenlands.
Umgeben wird Mendive von den Nachbargemeinden:
|            | Lecumberry                                  | Béhorléguy                            |
| Lecumberry | Kompassrose, die auf Nachbargemeinden zeigt | Aussurucq Alçay-Alçabéhéty-Sunharette |
|            |                                             | Larrau                                |

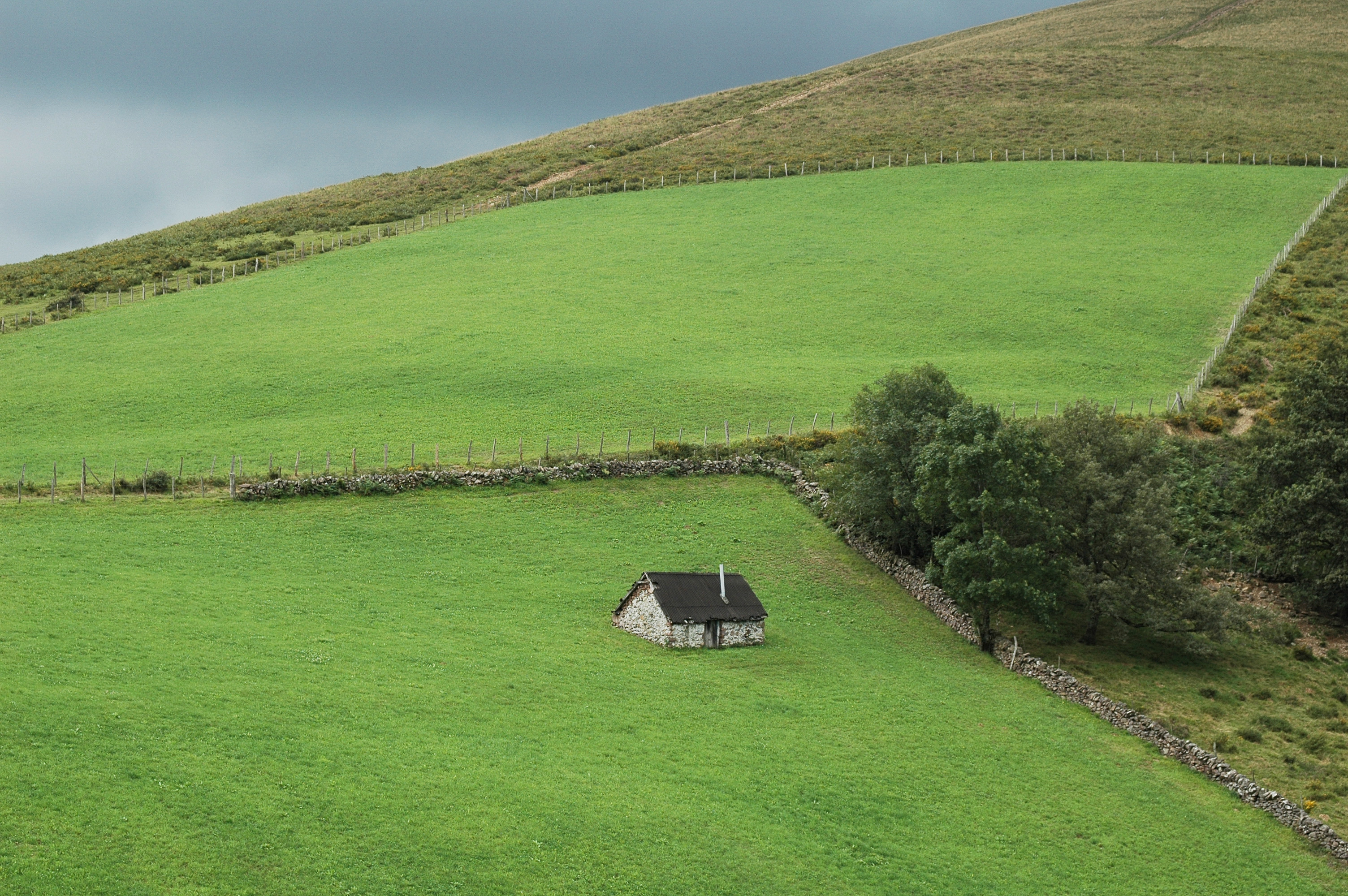
Hütte auf einer Sommerweide in Mendive

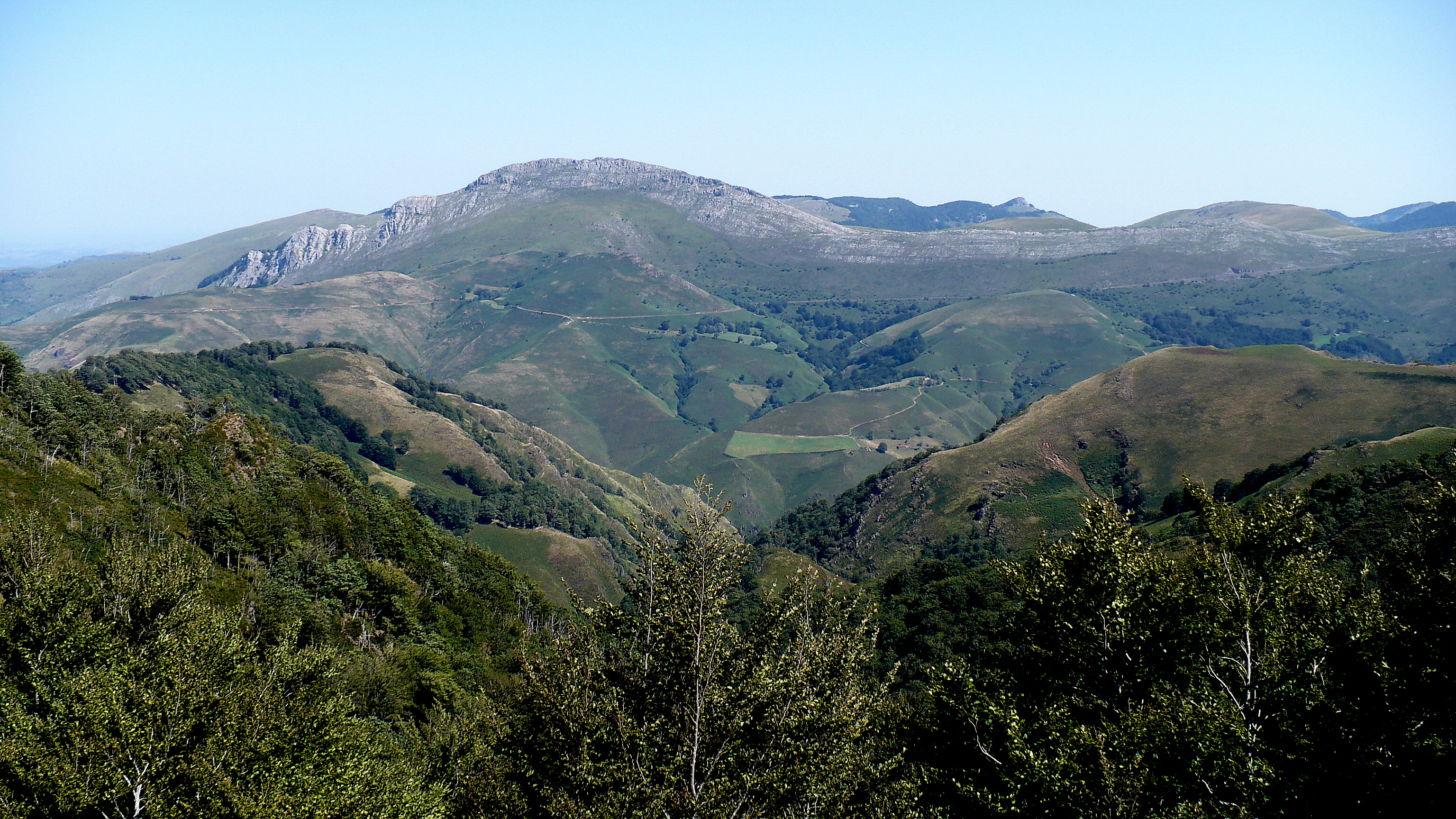
Pic de Béhorléguy (1265 m)

Mendive liegt teilweise im Einzugsgebiet des Flusses Adour und teilweise des Ebro.
Der Laurhibar, ein Nebenfluss der Nive, strömt durch das Gebiet der Gemeinde zusammen mit seinen Zuflüssen
- Arbaretchéko Erreka,
- Eskaletako Erreka mit seinem Nebenfluss
  - Piketako Erreka,
- Lékiméko Erreka,
- Haraskako Erreka,
- Chorotako Erreka mit seinem Nebenfluss
  - Gahalarbeko Erreka,
- Oihartzéko Erreka,
- Urrutiko Erreka,
- Sainduchiloko Erreka,
- Curutchetako Erreka,
- Etcheberriko Erreka und
- Ruisseau le Behorleguy, auch Urhandia genannt, mit seinem Nebenfluss
  - Olhazarréko Erreka.

Der Iratiko Erreka, ein Nebenfluss des Aragón, bewässert ebenfalls das Gemeindegebiet im südlichen Teil mit seinen Nebenflüssen
- Olzaluréko Erreka,
- Ataramatzéko Erreka,
- Burdincurutchétako Erreka,
- Ruisseau de Sourzay und
- Arpiako Erreka.[2]

## Geschichte
Eine frühe Besiedelung des Landstrichs lässt sich anhand der Dolmen Xuberaxain-Harri und dem Gasteynia-Dolmen, die als Monument historiques klassifiziert sind, bis in die Frühgeschichte zurückverfolgen. Mendive ist in den Schriften erstmals im 14. Jahrhundert erwähnt worden, doch eine Pfarrgemeinde muss es bereits früher gegeben haben, denn die Pfarrkirche Saint-Vincent und ihre Kapelle Saint-Sauveur d’Iraty datieren aus dem 12. Jahrhundert. Das Dorf besaß in dieser Zeit ein Hospital zur Pflege von vorbeikommenden Pilgern auf ihrem Weg nach Santiago de Compostela unter der Leitung des Malteserordens.
Toponyme und Erwähnungen von Mendive waren:
- Mendive (1350),
- Mendibe (1366),
- Mendibe (1513, Urkunden aus Pamplona) und
- Mendive (1750, Karte von Cassini).[6][7][8]

### Einwohnerentwicklung
Nach einem Höchststand der Einwohnerzahl von rund 680 in der Mitte des 19. Jahrhunderts reduzierte sich die Zahl bei kurzen Erholungsphasen bis zu den 1990er Jahren auf ein Niveau von rund 180 Einwohnern, das bis heute gehalten wird.
| Jahr      | 1962 | 1968 | 1975 | 1982 | 1990 | 1999 | 2006 | 2009 | 2022 |
| --------- | ---- | ---- | ---- | ---- | ---- | ---- | ---- | ---- | ---- |
| Einwohner | 307  | 280  | 271  | 226  | 183  | 182  | 193  | 194  | 162  |

## Sehenswürdigkeiten

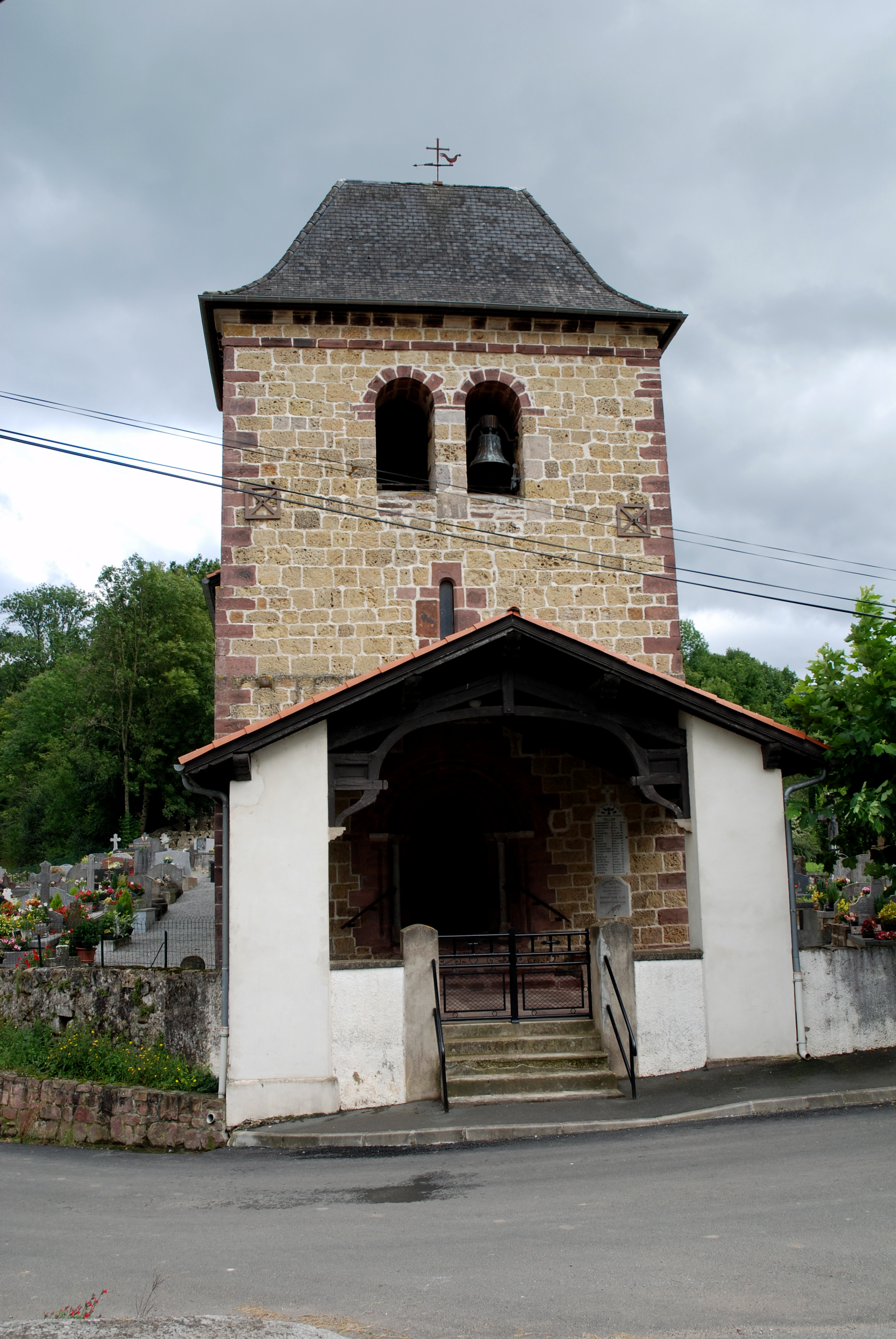
Pfarrkirche Saint-Vincent

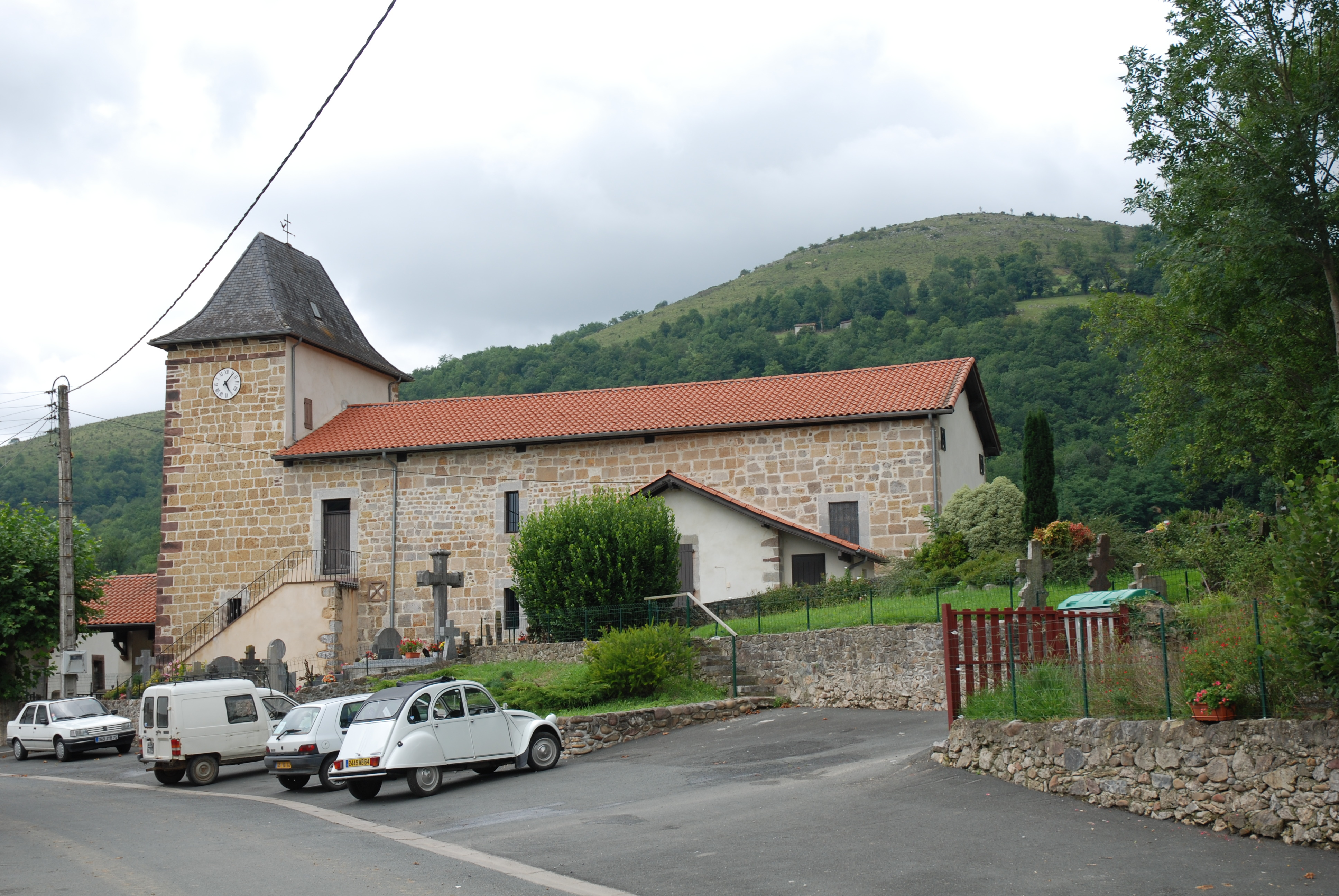
Pfarrkirche (Seitenansicht)

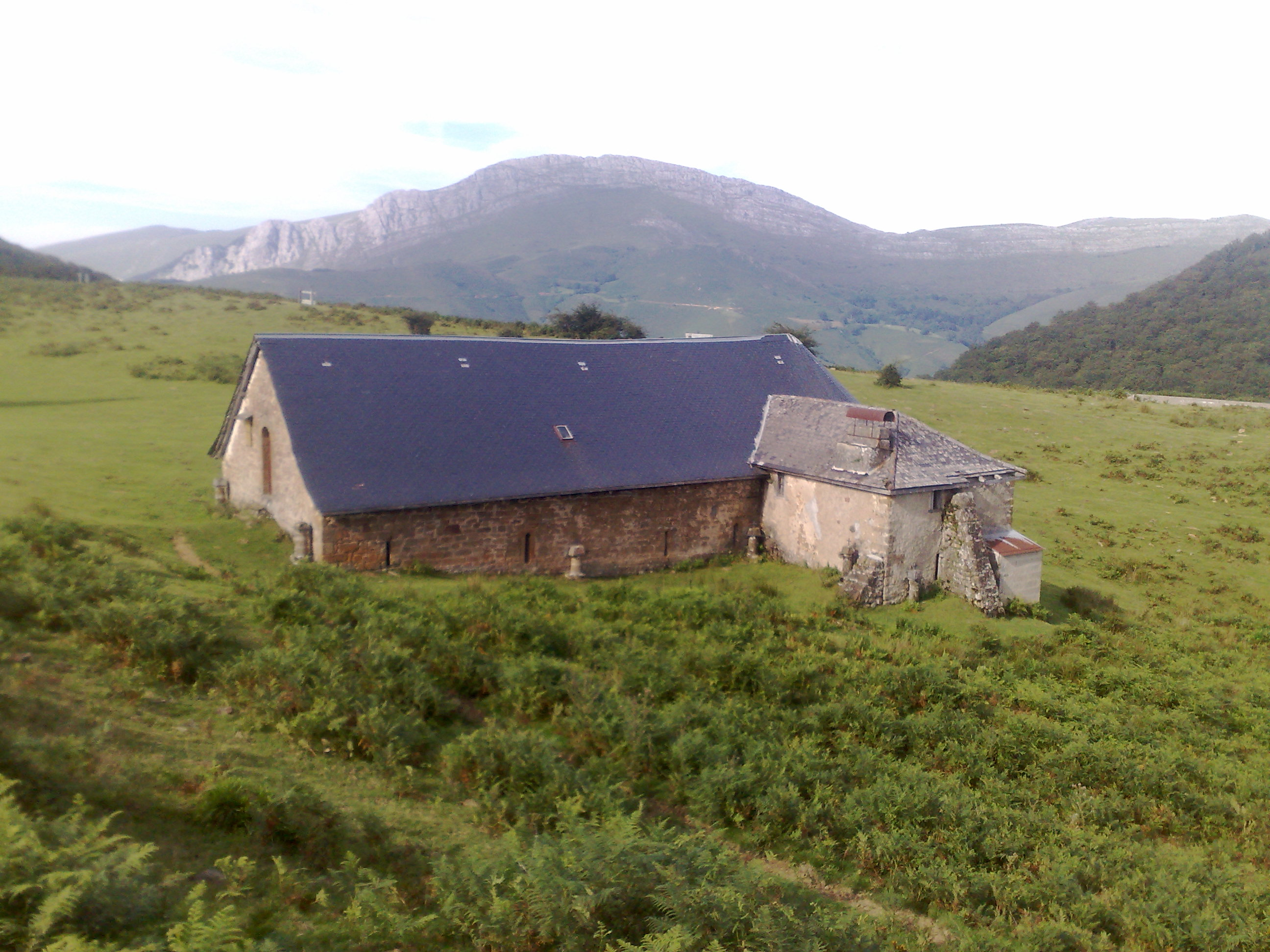
Erlöserkapelle Saint-Sauveur d’Iraty

- Pfarrkirche von Mendive, geweiht dem heiligen Vincent von Xaintes, im dritten Jahrhundert der erste Bischof des Bistums Dax. Sie wurde ursprünglich im Mittelalter errichtet. Das Eingangsportal aus Sandstein datiert aus dem 12. Jahrhundert, wie auch Art und Material des Mauerwerksverbands bestätigen. Bevor sie die Pfarrkirche der Gemeinde wurde, war das Gotteshaus eine private Kirche eines der ältesten Adelsfamilien von Mendive. In der Folge unterstand die Pfarrei dem Malteserorden über dem Mittelsmann und Kommandeur Aphat-Ospital. Die erste Restaurierung fand 1682 statt, nachdem die Kirche in den Hugenottenkriegen von protestantischen Truppen unter Gabriel de Lorges, Graf von Montgomery, wie Hunderte andere in der Region in Brand gesteckt worden war. Bei dieser Gelegenheit ist auch das Eingangsportal in Rundbogenform restauriert worden, wie die Inschrift „Maestro Ioanne de Echapare rectore fuit reparatio anno Domini 1682“ zeigt. Weitere Restaurierungen fanden im 19. und 20. Jahrhundert statt, insbesondere mit der Errichtung des Vorbaus und der Sakristei als Anbau an der Südseite. Die Glasfenster sind signiert vom Glasmaler Henri Gesta aus Toulouse und datieren aus dem Jahr 1922. Das heutige Gebäude besitzt ein einschiffiges Langhaus, das nach Osten mit einer flachen Apsis, nach Westen mit einem Glockenturm mit zwei rundbogenförmigen Schallöffnungen der Glockenstube abgeschlossen ist. Eine gemauerte Außentreppen führt zu der Empore in Innern, die das Langhaus auf drei Seiten umsäumt. Das Langhaus ist bedeckt von einem falschen Tonnengewölbe in Rundbogenform. Die Pfarrkirche birgt u. a. eine hölzerne Statue, Madonna mit Jesuskind, aus dem 17. Jahrhundert.[12][13] Auf dem Friedhof, der die Kirche umgibt, stehen mehrere scheibenförmige Grabstelen, Hilarri genannt, die an die Tradition der vorchristlichen Zeit anknüpfen und zwischen dem 16. und 18. Jahrhundert eine große Beliebtheit im Baskenland erfuhren. Ebenso gibt es mit Navarrakreuzen versehene Grabstätten, die eine Adaption der christlichen Kreuze in einem lokalen Stil darstellen.[14]

- Erlöserkapelle. Im 12. Jahrhundert wurde die in den Bergen gelegene romanische Kapelle in den Schriften erstmals erwähnt, im 13. Jahrhundert unter dem Namen unter dem Namen Sanctus Salvador juxta Sanctum Justum und gegen 1460 unter dem Namen Sent-Saubador. Wie die Pfarrkirche in Mendive unterstand die Kapelle dem Malteserorden. Im Mittelalter war sie eine wichtige Etappe des Jakobswegs nach Santiago de Compostela. Auf Ersuchen des Pfarrers Jean Oxoby-Indart von Béhorléguy wurde sie 1727 restauriert und umgestaltet, wie die entsprechende Jahreszahl zusammen mit dem Namen „INDART“ auf dem Schlussstein des Rundbogens des westlichen Eingangs belegt. Das Langhaus wurde nach Westen erweitert und zwei Strebewerke im Süden hinzugefügt. Ebenso wurde das Innere der Kapelle umgestaltet. Im 20. Jahrhundert wurde schließlich ein kleiner Raum an die Sakristei im Süden angebaut. Das einschiffige Langhaus besteht aus zwei Ebenen, eine halb unterirdische und eine mit Einrichtungen unter dem Dach, und ist nach Osten mit einer halbrunden Apsis abgeschlossen. Die ursprünglichen, romanischen, schmalen und hohen Fensteröffnungen sind bewahrt worden. Das Innere der Kapelle ist nur wenig geschmückt. Eine Empore, deren Plätze traditionell den Männern während einer Messe vorbehalten sind, befindet sich auf der Westseite des Langhauses. Außen wird die Kapelle von einem Kreuzweg umsäumt, der mit vierzehn Stationen an den Leidensweg Jesu Christi erinnert, wobei die ersten dreizehn durch würfelförmige Steine auf runde Säulenschäfte dargestellt werden. Auf diesen Würfeln ist in römischer Zahlschrift die Nummer der Station zusammen mit dem Wort „ESTACIONEA“ in den Kalkstein eingemeißelt. Unweit der Kapelle wird die letzte Station des Kreuzwegs durch ein monumentales Kreuz repräsentiert, das auf der einen Seite mit einer Darstellung der Kreuzigung, auf der anderen Seite mit einer Sonne verziert ist, ein Symbol der Auferstehung Jesu Christi. Das Kreuz trägt die Jahreszahl „1805“ als Gravur auf der Vorderseite, der gesamte Kreuzweg datiert vermutlich aus dem Beginn des 19. Jahrhunderts.[15][16][17][18]

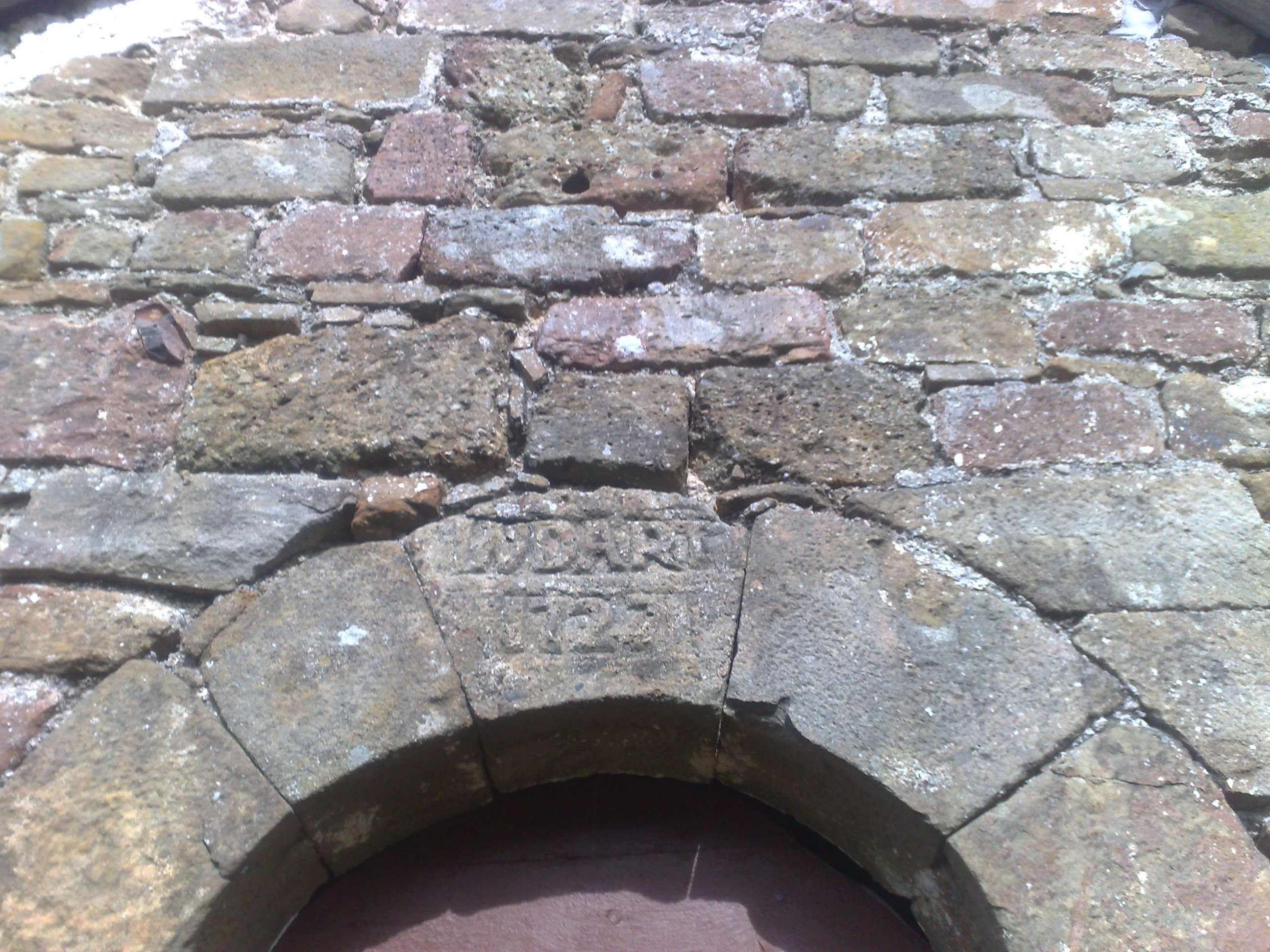
Schlussstein am Eingang der Erlöserkapelle
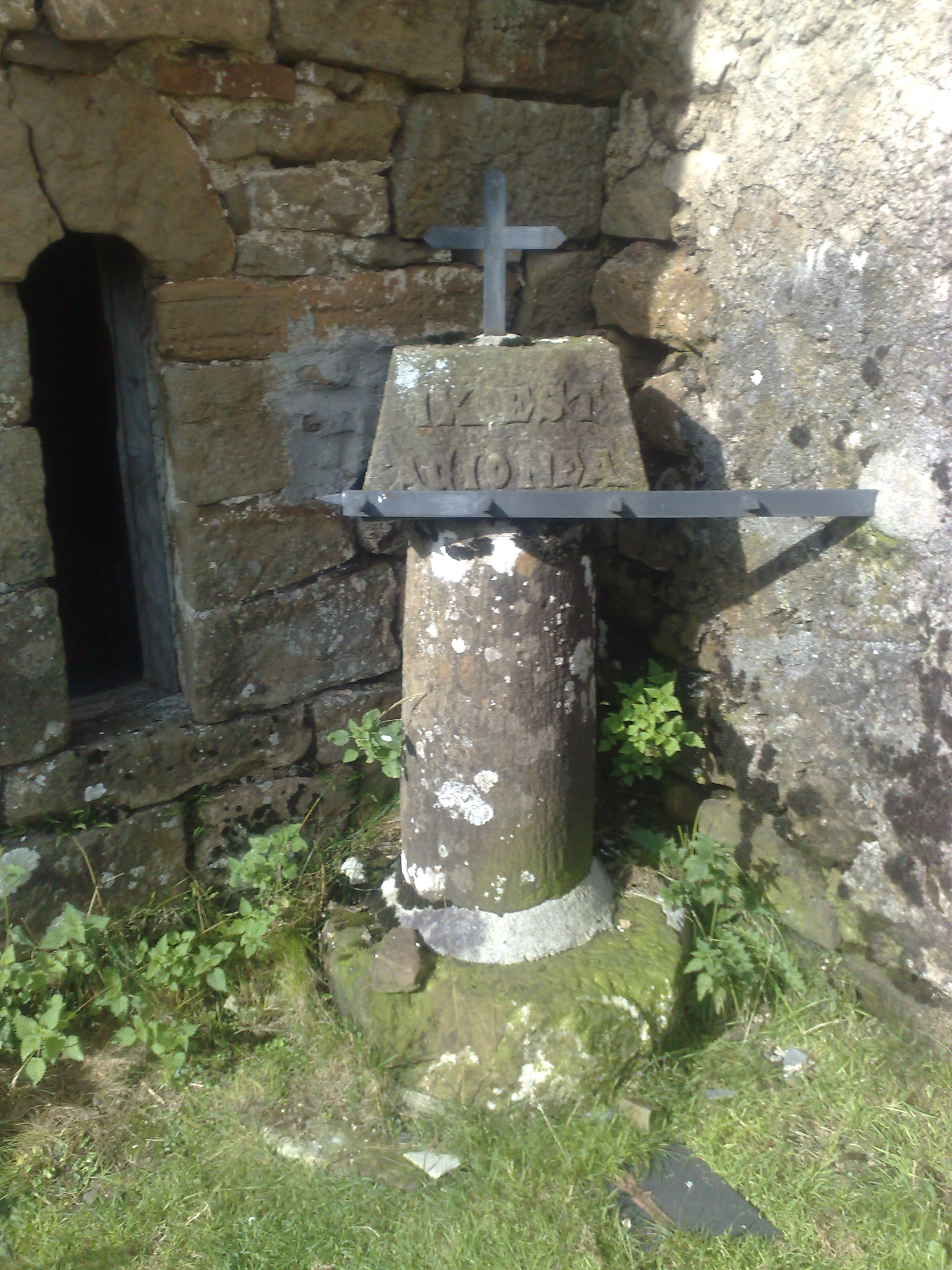
Neunte Kreuzwegstation
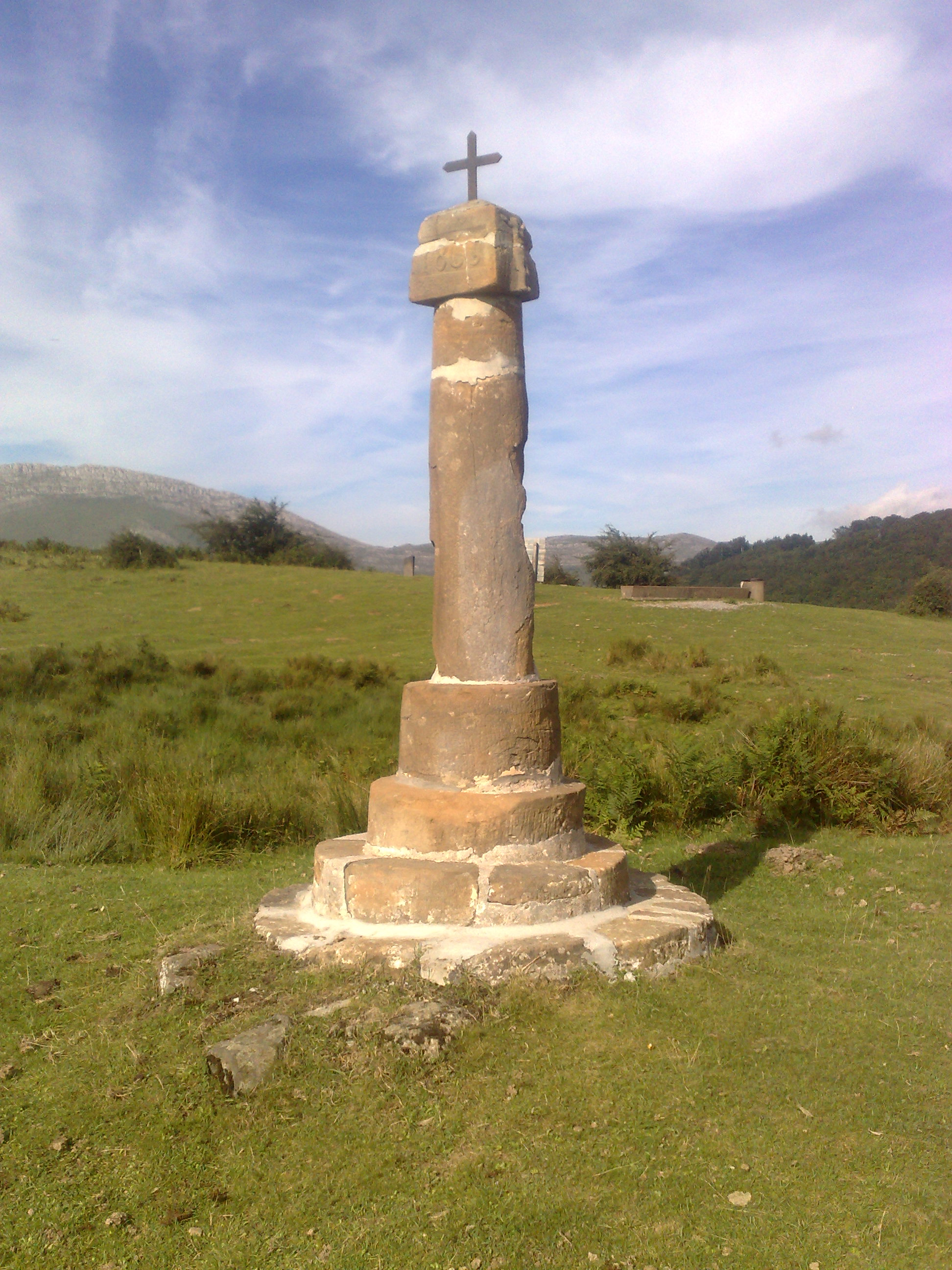
Letzte Kreuzwegstation

- Bauernhof Lahibarrea. Das Haus ist vermutlich im 17. Jahrhundert errichtet worden, im 18. Jahrhundert vollständig ausgebessert und im Jahre 1813 restauriert worden, wie die entsprechende Jahreszahl auf dem Schlussstein des Eingangsbogens zum ezkaratz belegt. Dieser ist der zentrale Eingangsbereich, der in diesem Haus rechts zur Küche, links zu den Schlafzimmern und nach hinten zum Stall führt. Vom ursprünglichen Bau sind ein Kamin mit dreieckigen Konsolen in der Küche und ein kleines Fenster aus Kalkstein zu erkennen. Es wird überliefert, dass der Bauernhof einst eine Etappenstation zur Aufnahme von Pilgern auf ihrem Weg nach Santiago de Compostela war.[19][20]

- Dolmen Xuberaxain-Harri. Er befindet sich im Ortsteil Chilardoy auf einer Terrasse in einer Höhe von 550 m. Der Dolmen ist an einen Steinhaufen angelehnt, der die Reste des Hügelgrabs bildet, der ihn bedeckte. Die Grabkammer besteht aus vier vertikalen Steinplatten aus rosa Sandstein und eine dicke Steinplatte als Abdeckung.[21]

## Wirtschaft und Infrastruktur

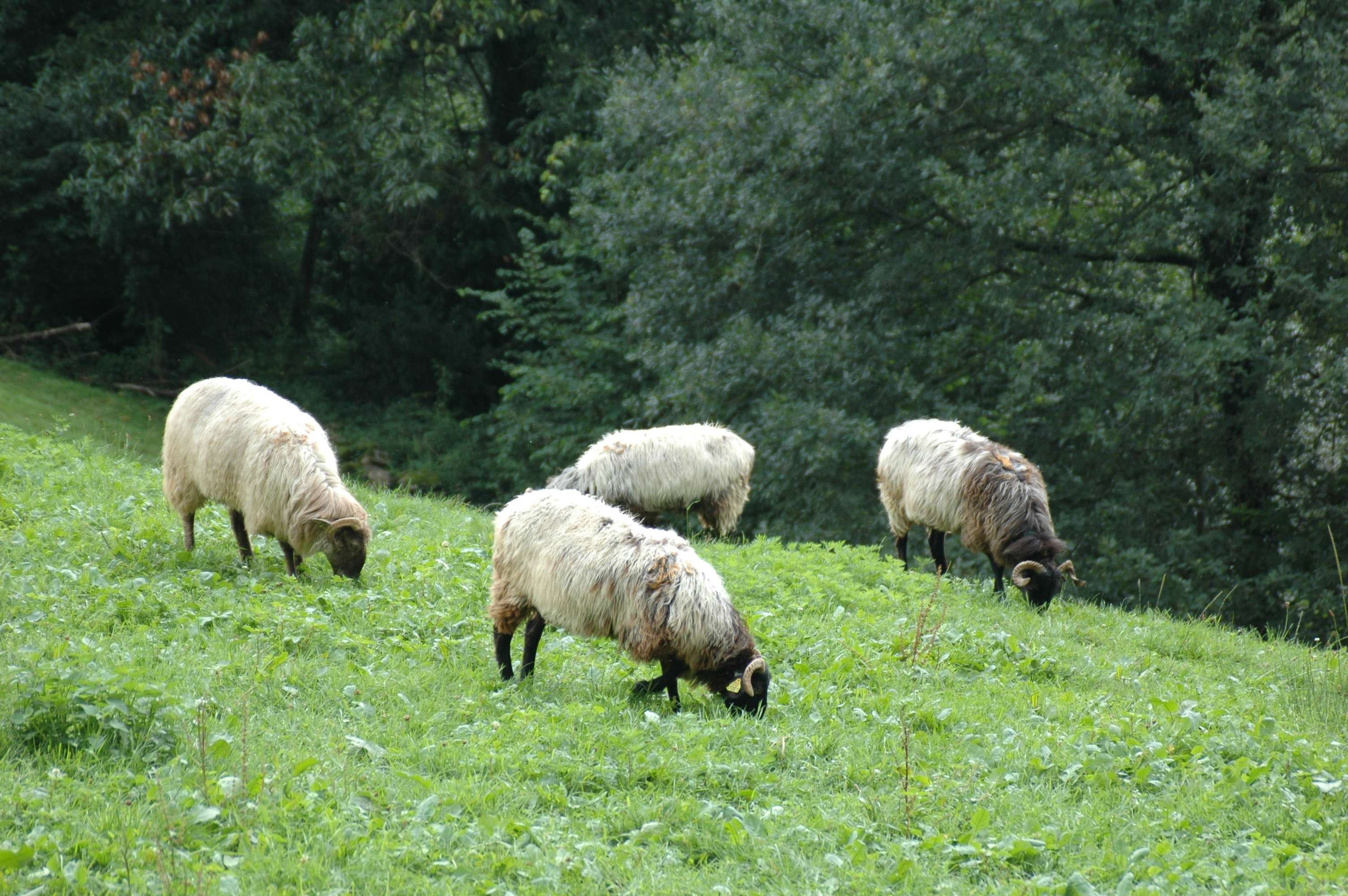
Schafherde der Rasse Manech tête noire bei Mendive

Die Landwirtschaft ist traditionell ein wichtiger Wirtschaftsfaktor der Gemeinde. Mendive liegt in den Zonen AOC des Ossau-Iraty, eines traditionell hergestellten Schnittkäses aus Schafmilch, und des Schinkens „Kintoa“. An der Route départementale 18 unterhält das Unternehmen Agour seit 2009 eine Käserei, die zur Besichtigung und zum Verkauf geöffnet ist.

### Bildung
Mendive verfügt über eine öffentliche Grundschule mit 36 Schülerinnen und Schülern im Schuljahr 2017/2018.

### Sport und Freizeit

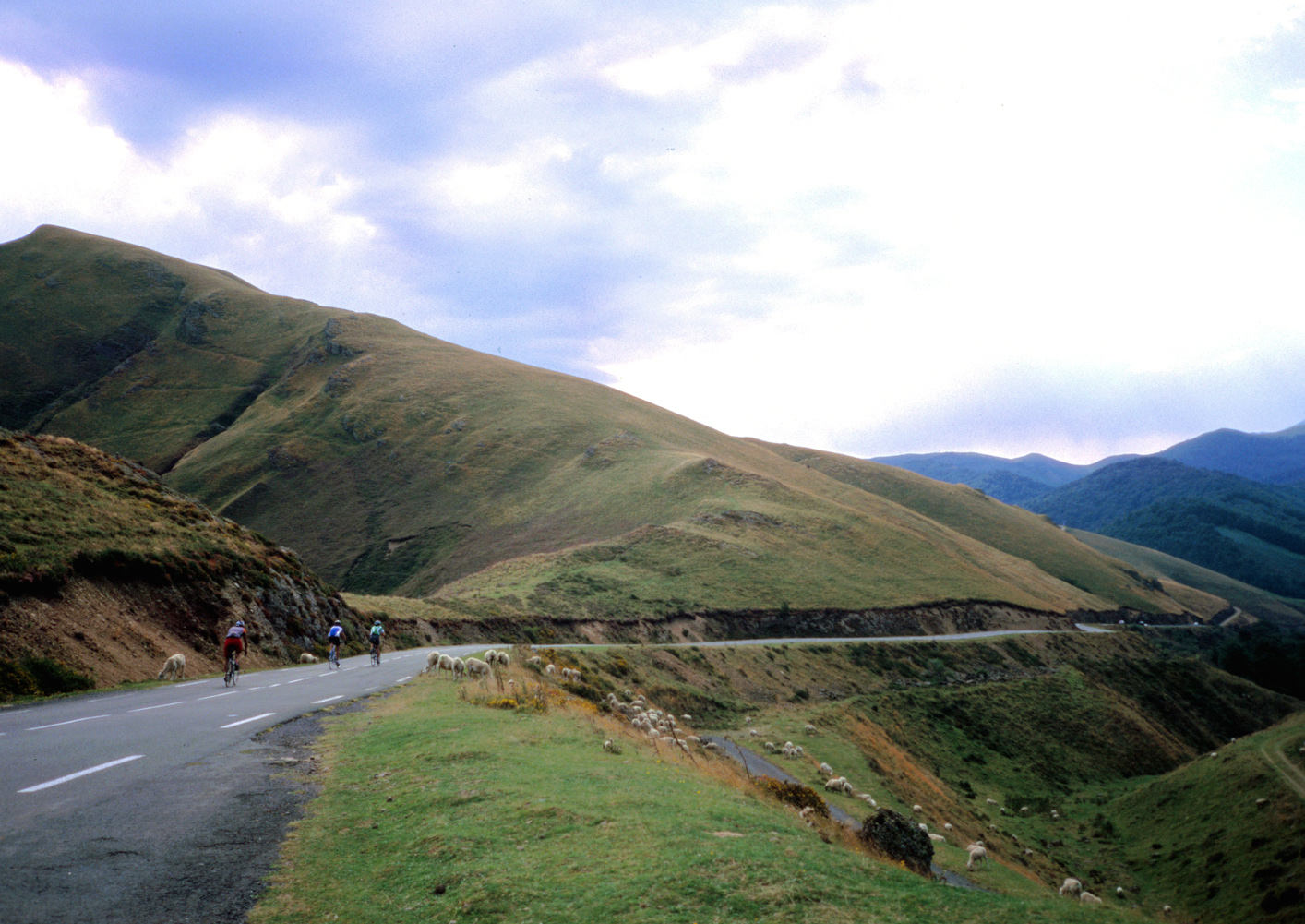
Col de Burdincurutcheta

- Der Col de Burdincurutcheta befindet sich auf dem Gebiet der Gemeinde. Er stand bisher dreimal auf dem Programm der Tour de France. Zweimal wurde er jeweils von der Westseite befahren und war ein Anstieg der ersten Kategorie, einmal von der leichteren Ostseite als Berg der Dritten Kategorie.

- Der leichte Rundweg Col de Zurzay führt vom Parkplatz Chalet d’Iraty-Cize am südlichen Ende des Gemeindegebiets über eine Länge von 7 km und einem Höhenunterschied von 150 m durch den Forêt d’Iraty zum Col de Zurzay und zurück.[25]

- Ein sehr leichter Naturlehrpfad führt vom Parkplatz Chalet d’Iraty-Cize am südlichen Ende des Gemeindegebiets über eine Länge von 3 km und einem Höhenunterschied von 100 m durch den Forêt d’Iraty.[26]

### Verkehr
Mendive ist erreichbar über die Routes départementales 18, 19, 117, 301 und 417.